# Stenocrates minutus
Stenocrates minutus är en skalbaggsart som beskrevs av S. Endrödi 1966. Stenocrates minutus ingår i släktet Stenocrates och familjen Dynastidae. Inga underarter finns listade i Catalogue of Life.